# Nico-Jan Hoogma
Nicolaas Jan Johannes Hoogma, meglio noto come Nico-Jan Hoogma (Heerenveen, 26 ottobre 1968), è un dirigente sportivo ed ex calciatore olandese, di ruolo difensore.

## Biografia
È il padre di Justin Hoogma, a sua volta calciatore.

## Palmarès

### Club

#### Competizioni nazionali
- Coppa di Lega tedesca: 1

Amburgo: 2003